# برایان گوردون
برایان گوردون (انگلیسی: Bryan Gordon؛ زادهٔ ۱ ژانویهٔ ۱۹۵۳) کارگردان فیلم، هنرپیشه، فیلم‌نامه‌نویس، و بازیگر تلویزیون اهل ایالات متحده آمریکا است.
وی همچنین برندهٔ جوایزی همچون جایزه انجمن کارگردانان آمریکا شده‌است.